# Cucumis clavipetiolatus
Cucumis clavipetiolatus là một loài thực vật có hoa trong họ Cucurbitaceae. Loài này được (J.H.Kirkbr.) Ghebret. & Thulin mô tả khoa học đầu tiên năm 2007.